# Ernesto Fontecilla
Ernesto Fontecilla Camps (n. Santiago de Chile, 1938) pintor, dibujante, grabador y artista visual chileno.

## Biografía
Nació en Santiago de Chile el 26 de junio de 1938. Realizó cursos de Grabado en talleres particulares y estudió Litografía durante un año en la Escuela de Bellas Artes de la Universidad de Chile. También estudió Arquitectura en la Universidad de Chile. Se desempeñó más tarde como Profesor de Dibujo de la Escuela de Arquitectura. En rigor es un pintor autodidacta quién a modo de anécdota, señala que cuando quiso pintar tuvo que empezar a investigar en libros y que luego simplemente se puso a ensayar. Desde el año 1973 se radica en Barcelona, España. Viajó a Nueva York, donde permaneció hasta el año 1971. Desde el año 1973 vive en Cataluña e imparte clases de pintura en la Escuela Massana de Barcelona. Cuadros donde la presencia humana se diluye en la densa atmósfera de luz ilusoria y mágica. Formas difuminadas y ambiguas dejan lugar a expresiones vigorosas, virulentas y, algunas veces, sarcásticas, ecos de las pinturas negras y grabados Goyesca, los infiernos de Tintoretto y de las luces irreales de Rembrandt. Últimamente su trayectoria ha adquirido un carácter antropológico a través de la investigación de los sectores marginales de la ciudad Condal.
Expuso por primera vez en el año 1966 en el Instituto Chileno Norteamericano de Cultura (Santiago, Chile) y en 1967 viajó becado por la Comisión Fullbright a Nueva York permaneciendo en los Estados Unidos hasta 1971. Desde el año 1973 se radica en Barcelona, España, donde es profesor de la Escuela EINBA de Barcelona y profesor de Pintura de la Escuela Massana de la misma ciudad. En 1972 fundó el Taller de Performance de la Escuela Massana. En España se ha desempeñado como docente en la Escola EINBA de Barcelona y profesor de Pintura de la Escuela Massana de la misma ciudad. En 1972 fundó el Taller de Performance de la Escuela Massana.
Ha participado en diferentes exposiciones personales y colectivas entre las que destacan: Diásporas (Museo Nacional de Bellas Artes, Santiago, Chile, 1995) y Almas, monumentos, crónica de ausencias, (Galería Columna, Barcelona, 1997); y las colectivas, Art from the Americas (Los Ángeles, California, 1968), Arte Actual de Iberoamérica (Centro Cultural de la Villa. Madrid, 1972),  Realismo en España (Universidad Complutense. Madrid, 1981), o Pintores Chilenos Contemporáneos de la 2ª. Mitad del Siglo XX (Museo de América, Madrid, 2005). 
Ha obtenido numerosos premios importantes entre ellos el Gran Premio de Grabado en el Concurso de Grabado Exposición de La Habana (Casa de las Américas, 1967) y Premio al Mérito en Pratt Graphic Center (Nueva York, 1969-1970). Su obra se encuentra en múltiples colecciones públicas: Museo Nacional de Bellas Artes de Santiago y el Museo de Bellas Artes Valparaíso ambos en Chile; Museo de Bellas Artes de La Habana, Casa de las Américas de Cuba; The Pratt Graphic Center, el Samuel Goldman Memorial Foundation y el MOMA de Nueva York, el Museum of Modern Art de Filadelfia y el Museum of Modern Art de Nueva Orleáns, todos en Estados Unidos;  así como la Fundación Juan March de Madrid y el Museo de Arte de Gerona, en España.